# Annay-sur-Serein
Annay-sur-Serein är en kommun i departementet Yonne i regionen Bourgogne-Franche-Comté i norra Frankrike. Kommunen ligger i kantonen Noyers som tillhör arrondissementet Avallon. År 2022 hade Annay-sur-Serein 203 invånare.

## Befolkningsutveckling
Antalet invånare i kommunen Annay-sur-Serein
| Referens: INSEE |